# Cali Gari
Cali Gari (officiellt cali≠gari, uppkallat efter filmen Dr. Caligaris kabinett) var ett japanskt eroguro-rockband som bildades 1993. Bandet hade sin sista konsert den 22 juni 2003 och av de fyra dåvarande medlemmarna hade bara gitarristen Ao Sakurai varit med från starten. Cali Gari var först med att sammanföra konstformen eroguro med musik och skapade på detta sätt en egen genre. Eroguro uppkom som konstform i Japan på 1920-talet och chockade genom att kombinera äckel och erotik, teman som Cali Gari införde i sin musik och sina låttexter. Cali Gari var en stor inspirationskälla till medlemmarna i MUCC som bland annat arbetade som roddare åt bandet. MUCC signades också för Cali Garis eget skivbolag Misshitsu neurose under vilket Cali Gari gett ut sitt första album 1996. 2002 övergav man Misshitsu neurose för majorbolaget Victor Records under vilket bandet hann släppa två album och ett samlingsalbum innan medlemmarna gick skilda vägar.

## Diskografi

### Album och minialbum
- Good, bye. (グッド、バイ。) – 22 juni 2003
- 8 – 5 mars 2003
- Dai 7 jikkenshitsu (第7実験室) – 22 maj 2002
Sålde i 10470 exemplar under första försäljningsveckan och rankades 28 på albumsförsäljningstoppen.[4]
- Cali Gari janai janai (T_T) (カリガリじゃないじゃない(T_T)) – 20 december 2001
- Dai 6 jikkenshitsu (第6実験室) – 10 maj 2001
- Saikyouiku (再教育) – 1 januari 2001
- Blue film (ブルーフィルム) – 7 juli 2000
- Dai 5 jikkenshitsu (第5実験室) – 12 december 1999
- Dai 4 jikkenshitsu (第4実験室) – 12 december 1998
- Dai 3 jikkenshitsu (第3実験室) – 6 juni 1998